# Facsar Géza
Facsar Géza (Budapest, 1941. szeptember 25. –) magyar botanikus, több növénycsoport, elsősorban a rózsafélék nemzetközileg elismert kutatója. Botanikai szakmunkákban nevének rövidítése: „Facsar”.

## Élete
Középiskolai tanulmányait 1955 és 1959 között végezte a budapesti II. Rákóczi Ferenc Gimnáziumban, ami után a Kertészeti és Szőlészeti Főiskolát végezte el, szőlészeti (botanikai) szakon. Az egyetemen 1964-ben végzett, kitüntetéssel; diplomamunkáját Szőlőfajták magvainak diagnosztikus értéke címmel írta, témavezetői dr. Csepregi Pál, dr. Terpó András és dr. Zilai János voltak. Kertészettudományi doktori címét 1968-ban szerezte az időközben egyetemmé átszervezett intézményben, summa cum laude minősítéssel, értekezésének címe A kerti szőlő (Vitis vinifera L.) magvainak fajtarendszertani jelentősége volt.
1964-től egyetemi tanársegéd lett a Kertészeti és Szőlészeti Főiskolán, ennek részeként egy éven át az egyetemi tangazdaság gyakornoka volt az egy évvel korábban alapított Soroksári Botanikus Kertben. Az intézmény oktatója maradt azután is, miután a főiskola egyetemi rangra emelkedett, Kertészeti és Élelmiszeripari Egyetem néven, részben annak Növénytani Tanszékén, részben továbbra is a botanikus kertben. 1973-ban kapott egyetemi adjunktusi, majd 1996-ban egyetemi docensi kinevezést. Ez utóbbi évben szerezte meg a mezőgazdasági tudomány kandidátusa fokozatot is. Értekezésének címe Magyarország vadontermő rózsái volt.

## Szakmai előmenetele
Első komolyabb szakmai sikerét még 18 évesen, 1959-ben érte el a Természettudományos Ismeretterjesztő Társulat (TIT) Herman Ottó Biológia Körének pályázatára benyújtott florisztikai dolgozatával, mellyel elnyerte a díjak egyikét. 1960-tól három éven át a Kertészeti és Szőlészeti Főiskola Növénytani Tanszékének demonstrátora lett, majd 1963-ban az Országos Tudományos Diákköri Konferencia Agrártudományi Szekciójában első helyezést ért el. 1964-től az egyetem kertészeti és kertépítészeti karain vezetett labor- és terepgyakorlatokat, ugyanabban az évben kapott egyetemi oktatói kinevezést a Növénytani Tanszéken.
1990-től hat évre a Kertészeti és Élelmiszeripari Egyetem Kertészeti Karának oktatási dékánhelyettese volt (erre az időszakra esett az egyetemen a kreditrendszerű oktatás bevezetése); közben 1991–1993 között ő volt a kar növénytani szakirányának kidolgozója, majd szakirányvezetője is. 1993-ban a Gödöllői Agrártudományi Egyetem kihelyezett 0. évfolyamának biológia tárgyi előadója volt.

## Tudományos társasági tagságai
- 1958: Magyar Biológiai Társaság Botanikai Szakosztálya;
- 1973: Magyar Agrártudományi Egyesület ill. Kertészeti Társaság (Zöldterületi Szakosztály elnöksége: 1986–1989);
- 1978: Deutsche Dendrologische Gesellschaft;
- 1991: MBT Környezet- és Természetvédelmi Szakosztály alapító tagja;
- 1993: Magyar Kertészettudományi Társaság, Botanikai Szakosztály elnöke 2000-től;
- 1993: Nemzetközi Kertészeti Társaság;
- 1994: Magyar Botanikus Kertek Szövetsége;
- 1996: Magyar Borostyán Társaság.

## Hosszabb külföldi tanulmány- vagy gyűjtőutak
- 1966: Csehszlovákia – Agrártudományi Egyetem, Brno, Lednice;
- 1971: Szovjetunió – Tyimirjazevi Mezőgazdasági Akadémia Moszkva; Mezőgazdasági Akadémia Kijev, Botanikus Kert, Jalta;
- 1976: Német Demokratikus Köztársaság – Berlin, Humboldt Egyetem;
- 1972, 1977: Csehszlovákia – a Csehszlovák Tudományos Akadémia Botanikai Kutatóintézete, Průhonice/Prága;
- 1973, 1982: Bulgária – Mezőgazdasági Főiskola, Plovdiv, Szófiai Tudományos Akadémia;
- 1979: Lengyelország – Lengyel Tudományos Akadémia Dendrológiai Intézet és Arborétum, Kornik; Mezőgazdasági Akadémia, Poznań;
- 1980: Kelet-Németország – Martin Luther Egyetem, Halle; Friedrich Schiller Egyetem, Jena);
- 1991: Nyugat-Németország – Göttingen, Bonn, Köln;
- 1995, 1996: Szlovákia – Mezőgazdasági Egyetem, Nyitra;
- 1995-1997: KÉE Budapest és ATE Nyitra közös kutatási programja: „Genotypdata Rosa”;
- 2001: Szlovákia: Mezőgazdasági Egyetem, Nyitra, a CEEPUS program keretében: védett növények termőhelyei;
- 2004: Törökország: First International Rose Hip Conference. Gümüşhane.

## Kutatási szakterületei
- az őshonos dendroflóra diverzitása, különös tekintettel a Rosa és Cerasus nemzetségekre;
- Magyarország vad és elvadult Rosa taxonjainak kutatása;
- Közép-Európa Rosa fajainak citotaxonómiája, a csipkebogyók C-vitamin- és mikroelem-tartalma, a levél illóolaj-, illetve a magok zsírosolaj-tartalmának taxonómiai vizsgálata;
- recens szőlőfajták karpológiája (bogyó és mag típusrendszere);
- régészeti magleletek feldolgozása;
- védendő és ritka őshonos fajok ill. nemzetségek (Heracleum palmatum, Anemone sylvestris, Knautia kitaibelii subsp. tomentella, Helleborus spp., Vinca spp.) biológiája, előfordulása, taxonómiája;
- javaslatok értékes területek védetté nyilvánítására (pl. szigetújfalui erdő, a Duna–Ipoly Nemzeti Park bővítésének munkálatai);